# Компас (сазвежђе)
Компас (лат. Pyxis) једно од 88 савремених сазвежђа. Налази се на јужној хемисфери, а увео га је француски астроном Никола Луј де Лакај у 18. веку под именом Pyxis Nautica (поморски компас). Компас се налази у близини некадашњег сазвежђа Argo Navis (брод Арго), које је Де Лакај поделио на Прамац, Једра и Крму.
Џон Хершел, енглески астроном, је у 19. веку предложио да се Компас преименује у Катарку (Malus), али овај предлог није прихваћен.

## Звезде
Компас нема сјајних звезда. Најсјанија је алфа Компаса, магнитуде 3,68 — врели плави џин чија би магнитуда била ближе 3 да га не заклања међузвездана прашина. Бета Компаса је друга звезда по сјајности у овом сазвежђу, џин G класе магнитуде 3,97. И трећа звезда по сјајности, гама Компаса, је такође џин. Гама има магнитуду 4,01.
Вероватно најзначајнија звезда у овом сазвежђу је Т Компаса, бели патуљак са пратиоцем који га снабдева материјом. Т компаса је нова која је еруптирала 1890, 1902, 1920, 1944. и 1967. тако да ће следећа ерупција бити снажнија од свих претходних (јер је прошло више времена па је бели патуљак акумулирао више материјала).

## Објекти дубоког неба
У близини алфе Компаса се налазе два објекта дубоког неба — NGC 2613 и NGC 2818. NGC 2613 је спирална галаксија NGC 2613слична по величини и облику Млечном путу, удаљен од Сунчевог система око 60 милиона светлосних година. NGC 2818 је отворено звездано јато у коме се налази планетарна маглина PN 261+8.1.